# هیدروکسی‌مترونیدازول
هیدروکسی‌مترونیدازول (به انگلیسی: Hydroxymetronidazole) با فرمول شیمیایی C۶H۹N۳O۴ یک ترکیب شیمیایی با شناسه پاب‌کم ۱۲۱۸۵۸ است. که جرم مولی آن ۱۸۷٫۱۵ g/mol می‌باشد. 